# 巢非非
巢非非（1890年代—1960年代），廣東省順德縣人，粵劇一線正印丑生；1930年代至1960年代的香港電影演員，參演近250部電影。
在1930年代，原本擔任車衣的巢非非，在18歲時加入戲劇行業，不過兩、三年就在「大中華粵劇班」擔任正印丑生，當時另一著名丑生廖俠懷排才第二位。後來改組成「梨園樂」，遠赴上海市，在閘北「廣舞臺」演出《玉梨魂》，哄動一時，當時他的工資僅次於文武生薛覺先，後來亦有到南洋演出約4至5年。返回香港後就進入電影圈，銀幕處男作為《摩登新娘》（1935年，飾演老師），自此得外號「巢老師」，在電影裡均為配角。後來火燒木屋區把他的家毀滅，1954年6月13日（星期日），巢非非向香港「華南電影工作者聯合會」表示當時是他最艱難的時候，沒有屋住，沒有飯吃，滿身生瘡，沒有錢醫治，職員給他10斤米及金錢，他就立刻到九龍木屋區租得床位安身。
粵語電影式微時，他轉業到九龍黃大仙祠為善信解籤。
1959年10月4日（星期日），64歲的巢非非在九龍廟街8號地下，被搜出一張錫紙，有海洛英痕跡，過去已有一次被控吸毒的罪案紀錄，巢非非在1959年10月6日（星期二）在九龍栽判署認罪，並解釋：「吸毒是為了刺激神經。在廟裡工作無法維持精神。」 結果被判入監獄四個月。
巢非非在1960年代病逝。

## 電影
- 大傻出城（1935年）
- 摩登新娘（1935年）
- 女賊蘭娘（1936年）
- 荼薇香（1936年）
- 兒女債（1936年）
- 桃色血案（1936年）
- 海國皇后（1936年）
- 抵抗（1936年）
- 午夜殭屍（1936年）
- 鄉下佬尋仔（1936年）飾 浪人
- 賣怪魚龜山起禍（1936年）
- 新青年（1936年）
- 密室怪人（1936年）
- 孤寒財主（1936年）
- 山東響馬（1936年）飾 廣東先生
- 科學罪人（1936年）
- 風流小姐（1936年）
- 有女懷春（1937年）
- 春花秋月（1937年）
- 天下為公（1937年）
- 重見天日（1937年）
- 誰之過（1937年）
- 時勢造英雄（1937年）
- 妻多夫賤續集（1937年）飾 長子
- 老婆皇帝（1937年）
- 酸甜苦辣（1937年）
- 胭脂淚（1938年）
- 陳世美不認妻（1938年）
- 同胞兄弟（1938年）
- 流氓小姐（1938年）
- 奇女子（1938年）
- 梅知府（1938年）
- 風流財主（1938年）
- 夢遊仙境（1939年）
- 羅家權殺虎案（1939年）
- 掃把精（1939年）
- 烈婦報夫仇:三司會審（1939年）
- 冤魂塔（1939年）
- 大鬧水晶宮（1939年）
- 三審玉堂春（1939年）
- 半面西施（1939年）
- 胭脂馬（1939年）
- 枕頭狀（1939年）
- 七姐嫁八仙（1939年）
- 背解紅羅（1939年）
- 竹織鴨（1939年）
- 美人局（1939年）
- 火燒石室（1939年）飾 凌宗孔
- 香江花月夜（1939年）
- 紅拂女私奔（1939年）飾 虯髯客
- 真假武則天（1939年）
- 瓦崗寨（1939年）
- 呂蒙正祭灶（1939年）
- 貍貓換太子包公夜審郭槐（1939年）
- 打勢陰司路（1939年）
- 姜太公（1939年）
- 方世玉二卷之胡惠乾打機房（1939年）
- 濟公活佛（1939年）飾 老道士
- 棺材精（1939年）
- 十月芥菜（1939年）
- 萬里行屍（1939年）
- 桂枝告狀（1939年）
- 鳳嬌投水（1939年）
- 孝子亂經堂（1939年）
- 七重天（1940年）
- 荒江女俠第一集大破韓家莊（1940年）
- 紅巾誤（1940年）
- 鄺州順母橋（1940年）飾 古元
- 虎嘯枇杷巷（1940年）
- 歌場魅影（1940年）
- 金玉滿堂（1940年）
- 插翼虎（1940年）
- 雍正皇夜盜香妃（1940年）
- 呂四娘（1940年）
- 乾隆下江南（1940年）飾 小茶房
- 打雀遇鬼（1940年）
- 望夫山（1940年）
- 添丁發財（1940年）
- 銀槍盜（1941年）
- 男人心（1941年）
- 錦上添花（1941年）
- 左慈戲曹操（1941年）飾 左慈
- 喜事重重（1941年）
- 妻證夫兇（1941年）
- 國難財主（1941年）
- 化身血案（1941年）
- 春閨夢裡人（1941年）
- 痲婆尋仔（1941年）
- 妻嬌郎更嬌（1947年）
- 火樹銀花（1947年）
- 鬼馬砍王戇舅爺（1947年）
- 怪俠獨眼龍（1947年）
- 西廂記（1947年）
- 生財有道（1947年）
- 白頭情侶（1947年）
- 楊貴妃（1947年）
- 辣手蛇心（1947年）
- 黃金潮（1947年）
- 沙三少與銀姐（1947年）
- 牛精良大鬧香港（1947年）
- 神秘婦人心（1948年）飾 巢公
- 三劍俠（1948年）
- 方世玉與苗翠花（1948年）
- 血染霓裳（1948年）
- 江湖奇俠（第四集）（1948年）
- 夫榮妻未貴（1948年）飾 標叔
- 妙手偷香（1948年）飾 警察局長
- 銅鎚俠大戰九花娘（1948年）飾 師爺
- 花香襯馬蹄（1948年）
- 打破玉籠飛彩鳳（1948年）
- 銷魂賊（1948年）飾 鞋匠
- 花蝴蝶（下集大結局）（1948年）
- 江湖奇俠（第三集）（1948年）
- 恩怨在今宵（1948年）飾 書記
- 吉人天相（1948年）
- 步步高陞（1948年）
- 武松大鬧獅子樓（1948年）
- 守得雲開見月明（1949年）
- 金葉菊（1949年）
- 甘羅拜相（1949年）飾 催糧官
- 打雀遇鬼（1949年）
- 小俠艾虎（1949年）
- 郎是春日風（1949年）飾 相士
- 黃飛鴻傳（上集）（1949年）飾 生神仙
- 夢裡西施（1949年）飾 道士
- 連生貴子（1949年）飾 靈過鬼
- 古屋行屍（1949年）
- 夜祭雷峰塔（1949年）
- 相依為命（1949年）飾 富商
- 七劍十三俠（三集）（1949年）
- 七劍十三俠（下集）（1949年）飾 李自然
- 迫虎跳牆（1949年）飾 裁縫朱
- 石鬼仔出世（1949年）飾 程敬思
- 有冤無路訴（1949年）
- 生死纏綿（1949年）
- 孤兒淚（1949年）飾 帳房先生
- 濟公活佛（1949年）
- 李元霸（1949年）
- 大鬧廣昌隆（1949年）
- 骨肉情深（1949年）飾 二叔公
- 豬八戒打爛盤絲洞（1949年）
- 石鬼仔夜戰五虎將（1949年）
- 黃飛鴻傳（下集大結局）（1949年）飾 生神仙
- 七劍十三俠（上集）（1949年）飾 李自然
- 桃花大俠（1949年）
- 關東小俠大戰女鏢師（1950年）
- 廣東十虎屠龍記（1950年）
- 關東九俠（二集）（1950年）
- 胡惠打機房（1950年）
- 荒江女俠血濺飛雲塔（1950年）
- 馬騮精大戰金錢豹（1950年）
- 峨嵋飛劍俠（1950年）
- 慈雲太子走國（1950年）
- 六渡何仙姑（1950年）
- 關東九俠（1950年）
- 封神榜之一：大破黃河陣（1950年）飾 申公豹
- 女三劍俠（1950年）
- 烏龍將軍（1950年）飾 高翁
- 火燒玉石琵琶精（1950年）
- 魔鬼家庭（1950年）飾 趙師爺
- 豹子頭林沖（1950年）
- 天魔女大戰牛魔王（1950年）飾 牛鼻子
- 三打祝家莊（上集）（1951年）
- 范斗（1951年）
- 失魂魚（1951年）
- 一本萬利（1951年）
- 峨嵋飛俠誤闖風火島（1951年）
- 嫁錯金龜婿（1951年）
- 三打祝家莊（下集）（1951年）
- 寶劍明珠（1951年）
- 花木蘭（1951年）
- 無敵連環鏢（1951年）
- 從心所欲（1952年）
- 綠林紅粉（1952年）
- 春色滿華堂（1952年）
- 做慣乞兒懶做官（1953年）
- 出籠鳥（1953年）
- 家（1953年）
- 黃飛鴻一棍伏三霸（1953年）飾 掌櫃
- 重續今生未了緣（1954年）
- 家家戶戶（1954年）
- 萬里行屍（1954年）
- 紅拂女私奔（1955年）
- 魂斷望夫山（1955年）
- 蕭月白正傳（上集）（1955年）
- 碧玉簪（1956年）
- 倒亂乾坤（1956年）
- 夜夜念奴嬌（1956年）
- 狐仙奇緣（1957年）
- 黃飛鴻河南浴血戰（1957年）飾 李徒
- 南海拳王夜盜梅花馬（1957年）

## 外部連結
- 巢非非在互联网电影资料库（IMDb）上的資料（英文）
- 巢非非在香港影庫上的簡介
- 巢非非在时光网上的簡介（简体中文）
- YouTube上的2:26 巢非非抬棺材的幽默演出片段